# Малоолександрівська сільська рада (Великоолександрівський район)
Ма́лоолекса́ндрівська сільська́ ра́да — адміністративно-територіальна одиниця та орган місцевого самоврядування в Великоолександрівському районі Херсонської області. Адміністративний центр — село Мала Олександрівка.

## Загальні відомості
- Територія ради: 4,055 км²
- Населення ради: 1 725 осіб (станом на 2001 рік)
- Територією ради протікає річка Інгулець

## Населені пункти
Сільській раді підпорядковані населені пункти:
- с. Мала Олександрівка

## Склад ради
Рада складалася з 16 депутатів та голови.
- Голова ради: Гезь Леонід Дмитрович
- Секретар ради: Онищенко Зоя Олександрівна

### Керівний склад попередніх скликань
| Прізвище, ім'я, по батькові | Основні відомості                                                         | Дата обрання | Дата звільнення |
| --------------------------- | ------------------------------------------------------------------------- | ------------ | --------------- |
| Гезь Леонід Дмитрович       | Сільський голова, 1950 року народження, освіта вища, член Народної партії | 26.03.2006   | 31.10.2010      |
| Гезь Леонід Дмитрович       | Сільський голова, 1950 року народження, освіта вища, член Народної партії | 31.10.2010   |                 |

Примітка: таблиця складена за даними сайту Верховної Ради України

### Депутати
За результатами місцевих виборів 2010 року депутатами ради стали:

#### За суб'єктами висування
| Суб'єкт висування                                       | Кількість обраних депутатів | %    |
| ------------------------------------------------------- | --------------------------- | ---- |
| Самовисування                                           | 7                           | 43,8 |
| Політична партія Всеукраїнське об'єднання «Батьківщина» | 5                           | 31,3 |
| Партія регіонів                                         | 4                           | 25   |

#### За округами
| № округу                                                | Прізвище, ім'я, по батькові      | Дата визнання обраним | Освіта  | Партійна приналежність                        | Відомості про обраного депутата                                              |
| ------------------------------------------------------- | -------------------------------- | --------------------- | ------- | --------------------------------------------- | ---------------------------------------------------------------------------- |
| Партія регіонів                                         |                                  |                       |         |                                               |                                                                              |
| 2                                                       | Лупач Андрій Петрович            | 01.11.2010            | вища    | член Партії регіонів                          | тимчасово не працює                                                          |
| 3                                                       | Рєзник Інна Василівна            | 01.11.2010            | вища    | член Партії регіонів                          | Малоолександрівська загальноосвітня школа І-ІІІ ст., заступник директора     |
| 4                                                       | Карпюк Юрій Павлович             | 01.11.2010            | вища    | член Партії регіонів                          | ВАТ «Ощадбанк», спеціаліст служби безпеки                                    |
| 12                                                      | Онищенко Зоя Олександрівна       | 01.11.2010            | вища    | член Партії регіонів                          | Малоолександрівська сільська рада, секретар                                  |
| Політична партія Всеукраїнське об'єднання «Батьківщина» |                                  |                       |         |                                               |                                                                              |
| 9                                                       | Сткова Тетяна Анатоліївна        | 01.11.2010            | вища    | член Всеукраїнського об'єднання «Батьківщина» | тимчасово не працює                                                          |
| 10                                                      | Вишкварка Світлана Олексіївна    | 01.11.2010            | середня | позапартійна                                  | приватний підприємець                                                        |
| 11                                                      | Ховрін Володимир Борисович       | 01.11.2010            | середня | член Всеукраїнського об'єднання «Батьківщина» | Малоолександрівська загальноосвітня школа І-ІІІ ст., оператор газових котрів |
| 14                                                      | Кагарлицький Віктор Анатолійович | 01.11.2010            | середня | член Всеукраїнського об'єднання «Батьківщина» | СТОВ «Птахівниче підприємство», тракторист                                   |
| 15                                                      | Біловол Світлана Анатоліївна     | 01.11.2010            | середня | член Всеукраїнського об'єднання «Батьківщина» | Малоолександрівський дошкільний навчальний заклад, вихователь                |
| Самовисування                                           |                                  |                       |         |                                               |                                                                              |
| 1                                                       | Некряч Людмила Вікторівна        | 01.11.2010            | середня | позапартійна                                  | Великоолександрівськарайлікарня, інженер з охорони праці                     |
| 5                                                       | Ємченко Світлана Миколаївна      | 01.11.2010            | вища    | позапартійна                                  | приватний підприємець                                                        |
| 6                                                       | Абдуллаєв Михайло Муйдинович     | 01.11.2010            | середня | позапартійний                                 | товаровиробник                                                               |
| 7                                                       | Азовська Валентина Іванівна      | 01.11.2010            | середня | позапартійна                                  | пенсіонер                                                                    |
| 8                                                       | Пугач Василь Васильович          | 01.11.2010            | вища    | позапартійний                                 | приватний підприємець                                                        |
| 13                                                      | Свідерській Сергій Вікторович    | 01.11.2010            | середня | позапартійний                                 | тимчасово не працює                                                          |
| 16                                                      | Дмитренко Ганна Михайлівна       | 01.11.2010            | середня | позапартійна                                  | тимчасово не працює                                                          |